# 행복 (Happiness)
〈행복 (Happiness)〉은 대한민국의 음악 그룹 레드벨벳의 노래이다. 레드벨벳의 데뷔 싱글이기도 하며, 2014년 8월 4일 KT 뮤직을 통해 발매되었다.

## 차트
| 차트 (2014)                   | 최고 순위 |
| ----------------------------- | --------- |
| 대한민국 (가온 BGM 차트)      | 3         |
| 대한민국 (가온 디지털 차트)   | 5         |
| 대한민국 (가온 다운로드 차트) | 3         |
| 대한민국 (가온 스트리밍 차트) | 22        |